# Kolkbläser-Monsterhöhle-System
Das Kolkbläser-Monsterhöhle-System ist ein Höhlensystem in den Südabstürzen des Steinernen Meeres in den Berchtesgadener Alpen.

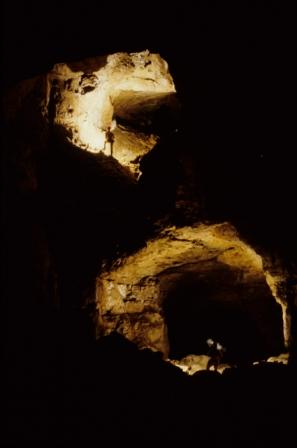
Hauptgang mit überlagerndem Ricardo Da Vinci Gang

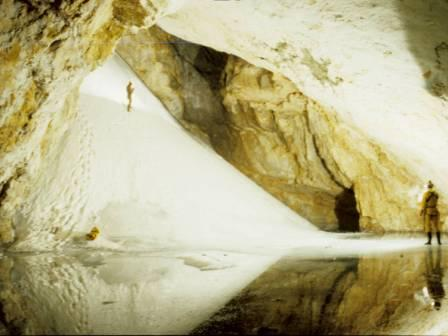
Schneekegel in der Halle „Nordpol“ im Kolkbläser-Monsterhöhlensystem. Im Spätsommer manchmal befahrbare Verbindung zur 140 m oberhalb liegenden Schindelkopfriesendoline.

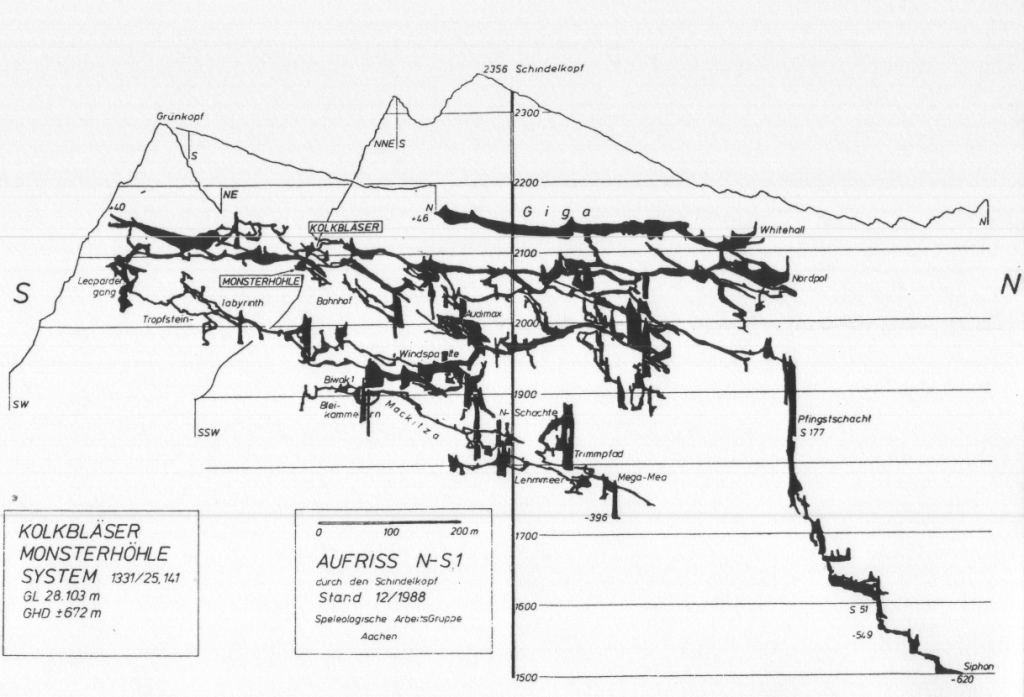
N-S Aufriss der wichtigsten Gänge und Schächte, Stand 1988

## Ausmaße des Höhlensystems
Der 20 Meter messende Eingang ist bereits vom Talboden in Saalfelden aus unter dem Gipfel des Schindelkopfes zu sehen. Der Zustieg vom Tal aus erfordert eine gute Kondition (1400 Höhenmeter), Orientierungsvermögen und alpine Erfahrung. Die ältesten Erkundungsspuren, eine alte Zeitung, reichen in die 1950er Jahre zurück. 1975 erfolgte eine systematische Vermessung auf ca. 700 m durch den Landesverein für Höhlenkunde in Salzburg. Der 60 m höher liegende und deutlich kleinere Eingang des Kolkbläsers wurde nur auf einige Zehnermeter bis zu einer Engstelle erkundet. 1982 nahm die Speläologische ArbeitsGruppe Aachen (SAGA) die Forschungen im Schindelkopfgebiet auf. Hinter der Engstelle im Kolkbläser, einem fünf Meter langen Schluf, liegt das zweitlängste bekannte Höhlensystem im Land Salzburg (nach dem Lamprechtsofen). Es ist mit Stand Jänner 2022 bis auf 44,5 km Länge und 711 m Tiefe erforscht, obwohl sich das System nur auf einer Fläche von ca. 1,5 km² erstreckt. Bis zu neun Ebenen an Gängen liegen übereinander. Manchmal sind sie über Schächte verbunden, aber häufig sind kilometerlange Umwege erforderlich, um 100 m tiefer zu gelangen. Aber es geht auch schneller: das Pfingstschachtsystem führt über einen 170 m tiefen Einzelschacht und viele kleinere Schachtstufen bis zu einem engen und düsteren wassergefüllten Siphon in 711 m Tiefe unter Eingang. Hierzu waren bislang 36.200 Forschungsstunden unter Tage erforderlich.
Die Vermessung der Höhlengänge erfolgte mit einem speziell für die Belange der Höhlenforschung entwickelten Vermessungsgerät, dem Topofil. In einem Topofil sind 500 m Garnrolle, Kompass und Neigungsmesser untergebracht, so dass die Vermesser einen Polygonzug durch alle erreichbaren Teile der Höhle legen können. Die Koordinatenberechnung, Fehlerausgleich der Ringzüge und Reinzeichnung in Tusche erfolgt dann in der Nachbearbeitung. Neben dem Kolkbläser-Monsterhöhle-System liegen direkt benachbart das Windbachkopf-Höhlensystem (4,5 km Länge) und die Hennenkopfhöhle (ca. 3 km Länge). Diese beiden Höhlen gehören genetisch mit dem Kolkbläser-Monsterhöhle-System zusammen. Eine Verbindung konnte jedoch trotz intensiver Suche und Grabeaktionen nicht gefunden werden.

## Entstehung der Höhlen
Vor Millionen Jahren – vor Hebung der Alpen – existierten in den nördlichen Kalkalpen riesige vernetzte Höhlensysteme, von denen heute trotz der imposanten Längen nur noch kleine Reste bestehen.
Kalk wird durch Säure gelöst. Die Säure ist die Kohlensäure, die in der Luft zwar zu 0,03 % enthalten ist und im Regen gelöst wird. Bei der Bodenpassage im sog. bedeckten oder grünen Karst (z. B. Sauerland, schwäbische Alb, Jura) lädt sich das Wasser in der Bodenpassage stark mit Kohlensäure auf und löst den Kalk. Zunächst sehr langsam entstehen erste initiale Röhren. Bei einer Lösungskinetik 1. Ordnung erfolgt selbst bei sehr langen Fließwegen keine Kalksättigung. Wenn dann der Kluftdurchmesser auf 1 bis 2 mm angewachsen ist (das kann schon mal 100.000 Jahre dauern) und ein turbulenter Fluss einsetzt, wachsen die Karströhren schneller. Je mehr Röhrchen sich zusammenschließen, desto schneller wachsen sie auf Kosten der kleineren Röhren.
In den nördlichen Kalkalpen, einer vor ca. 20 Millionen Jahren noch unzerteilten Kalkplatte, entstanden so die ersten Karstsysteme. Als die Alpen sich im Süden langsam heraushoben, strömten große Wassermengen nach Norden in Richtung einer Urdonau ab. Diese trafen dann auf die Kalkplatte der nördlichen Kalkalpen und führten zur Bildung riesiger, annähernd horizontaler Flusshöhlen wie es sie heute z. B. in China und Laos gibt. Heute ist die Kalkplatte in einzelne Plateaus zerlegt und die Plateaus sind bereits bis auf unter 2000 m + NN abgetragen. Nur noch in den Randgipfeln (z. B. Schindelkopf im Steinernen Meer, 2356 m) stecken noch die Reste der riesigen Systeme, so dass sie als Ruinenhöhlenetage bezeichnet werden.
Später bildeten sich unterlagernde subhorizontale Systeme, die jedoch nicht mehr die Dimensionen der Ruinenhöhlenetage erreichen. Diese Gänge enden häufig in Geröll. Die vertikalen Schachtsysteme (im Kolkbläser-Monsterhöhle-System über 4 km) sind in der Regel noch viel jünger und stellen meistens keinen geeigneten Weg in die Tiefe dar. Die häufig noch geräumigen Schächte sind immer wieder mit äußerst engen und gewundenen Mäandern verbunden. Die Erforschung der Höhlen im Steinernen Meer steht erst am Anfang. In großen Teilen des ca. 80 km² großen Plateaus sind noch keine Höhlen bekannt.